# Il sacrifizio d'Epito
Il sacrifizio d'Epito è un'opera lirica composta da Michele Carafa su libretto di Giovanni Albinoni (sotto la firma di Dalmiro Tindario), messo in scena per la prima volta il 26 dicembre 1819 al Teatro La Fenice di Venezia.

## Trama
La scena è in Itome
Sconfitti dagli Spartani, i Messeni, travolti da una serie di sciagure, per placare l'ira degli dèi chiedono un consulto all'oracolo di Delfi. Il responso è agghiacciante: dovrà infatti essere sacrificata una vergine della stirpe degli Epitidi. Aristodemo, illustre membro della detta genia, decide spontaneamente di consegnare la propria figlia, Dircea. Questa però era stata già promessa in moglie a Cresfonte, un giovane messeno, che cerca in ogni modo di salvare la futura sposa, prima reclamandone il possesso in quanto marito, poi sostenendo di aver già giaciuto con Dircea e che ella non fosse più casta, cosa che avrebbe impedito alla ragazza di essere una vittima sacrificabile. Mentre Pausania narra che Aristodemo decise a questo punto di uccidere la figlia e di mostrarne le viscere, per provare che non fosse gravida, il librettista, in virtù della morale dell'epoca, risolse tutto in un lieto fine, con la clemenza divina.

## Struttura musicale
- Sinfonia

### Atto I
- N. 1 - Introduzione Oh sorte! Oh fero Oracolo! (Coro, Ismene, Ofioneo, Aristodemo)
- N. 2 - Coro e Cavatina di Dircea Svanito è il turbine, tranquilla è l'onda - Cara Patria! amica voce (DIrcea, Coro)
- N. 3 - Coro e Cavatina di Cresfonte Per patria libera - Dalle sponde del Ladone (Cresfonte, Coro)
- N. 4 - Duetto fra Cresfonte e Dircea Basta; t'intendo
- N. 5 - Terzetto fra Aristodemo, Dircea e Cresfonte Luce improvvisa, o figlia (Aristodemo, Dircea, Cresfonte, Coro)
- N. 6 - Finale I Suora e consorte augusta - O dell'empireo (Cresfonte, Dircea, Aristodemo, Ofioneo, Onippo, Ismene, Coro)

### Atto II
- N. 7 - Coro Fausto dì con più bel raggio
- N. 8 - Duetto fra Cresfonte e Aristodemo Serba la figlia; rendimi
- N. 9 - Aria di Dircea Tu tremi e mormori (Dircea, Coro, Ofioneo)
- N. 10 - Aria di Cresfonte Ombre scettrate (Cresfonte, Coro)
- N. 11 - Terzetto fra Dircea, Aristodemo e Ofioneo Arsi di puro fuoco (Dircea, Aristodemo, Ofioneo, Coro)
- N. 12 - Aria di Ofioneo Era il ciel turbato e fosco
- N. 13 - Coro e Aria Finale di Aristodemo Perché il Sole di torbidi veli - A seguirti al passo estremo (Aristodemo, Dircea, Coro, Cresfonte, Ofioneo)